# Wells Fargo Center (Salt Lake City)
Wells Fargo Center je mrakodrap v Salt Lake City ve státě Utah. S výškou 128,7 metrů jde o nejvyšší budovu v Utahu. Má 24 podlaží, ve kterých jsou převážně kanceláře. Jeho stavba byla dokončena v roce 1998, architektem byla společnost HKS Architects.